# Leichtathletik-Weltmeisterschaften 2017/Teilnehmer (Algerien)
| Gelbes Symbol für Goldmedaillen mit stilisierten Olympischen Ringen | Graues Symbol für Silbermedaillen mit stilisierten Olympischen Ringen | Braundes Symbol für Bronzemedaillen mit stilisierten Olympischen Ringen |
| ------------------------------------------------------------------- | --------------------------------------------------------------------- | ----------------------------------------------------------------------- |
| —                                                                   | —                                                                     | —                                                                       |

Von Algerien wurden zwei Athletinnen und sechs Athleten für die Weltmeisterschaften in London nominiert.

## Ergebnisse

### Frauen (Laufdisziplinen)
| Athletin       | Disziplin        | Vorlauf     | Vorlauf | Finale             | Finale             |
| Athletin       | Disziplin        | Zeit        | Platz   | Zeit               | Platz              |
| -------------- | ---------------- | ----------- | ------- | ------------------ | ------------------ |
| Amina Bettiche | 3000 m Hindernis | 9:53,06 min | 28      | nicht qualifiziert | nicht qualifiziert |
| Kenza Dahmani  | Marathon         |             |         | DNF                | DNF                |

### Männer

#### Laufdisziplinen
| Athlet              | Disziplin        | Vorlauf     | Vorlauf | Halbfinale         | Halbfinale         | Finale             | Finale             |
| Athlet              | Disziplin        | Zeit        | Platz   | Zeit               | Platz              | Zeit               | Platz              |
| ------------------- | ---------------- | ----------- | ------- | ------------------ | ------------------ | ------------------ | ------------------ |
| Amine Belferar      | 800 m            | DNF         | DNF     | –––                | –––                | –––                | –––                |
| Abderrahmane Anou   | 1500 m           | 3:47,38 min | 35      | nicht qualifiziert | nicht qualifiziert | nicht qualifiziert | nicht qualifiziert |
| Hicham Bouchicha    | 3000 m Hindernis | 8:30,01 min | 20      | nicht qualifiziert | nicht qualifiziert | nicht qualifiziert | nicht qualifiziert |
| Bilal Tabti         | 3000 m Hindernis | 8:23,28 min | 9       | −                  | −                  | DSQ                | DSQ                |
| Abdelmalik Lahoulou | 400 m Hürden     | 49,78 s     | 17      | 49,33 s            | 10                 | nicht qualifiziert | nicht qualifiziert |

#### Zehnkampf
| Athlet         | Disziplin | 100 m      | Weitsprung | Kugelstoßen | Hochsprung | 400 m | 110 m Hürden | Diskuswurf | Stabhochsprung | Speerwurf | 1500 m | Punkte | Platz |
| -------------- | --------- | ---------- | ---------- | ----------- | ---------- | ----- | ------------ | ---------- | -------------- | --------- | ------ | ------ | ----- |
| Larbi Bourrada | Ergebnis  | 10,80 s SB | 7,22 m     | 13,41 m SB  | 1,90 m     | DNS   | −            | −          | −              | −         | −      | DNF    | −     |
| Larbi Bourrada | Punkte    | 906        | 866        | 692         | 714        | 0     | −            | −          | −              | −         | −      | DNF    | −     |